# Discografia de Damares (cantora)
A Lista de discos lançados por Damares é retratada em todos os álbuns que a cantora de música gospel brasileira Damares lançou. A cantora começou sua carreira em 1997 pela gravadora Louvores ao Rei e até hoje lançou oito álbuns de estúdio, 1 coletânea, 3 álbuns ao vivo e de vídeo.
Em 2005, o álbum, O Deus que Faz foi certificado disco de ouro duplo, por mais de cem mil cópias de discos vendidos e sendo uns dos seus primeiros certificados; tendo em 2007, ganhado novamente o certificado de disco de ouro pela vendagem de cinquenta mil cópias distribuídas do álbum Diário de um Vencedor.
Em maio de 2008, a cantora lançou o álbum Apocalipse, em mais de 4 meses o álbum foi certificado por disco de ouro, a entrega dele foi na Expocristã, em 12 de setembro, pela vendagem superior a mais de 50 mil cópias, apesar de ter tido passado de 90 mil cópias. Sendo hoje em dia, que o álbum já passou de mais de um milhão de cópias vendidas.
A coletânea, Promessas Vol.2, foi um dos álbuns mais vendidos do país, sendo que contém dois singles da cantora no CD, sendo Milagre e a conhecida Sabor de Mel, o CD foi lançado pela gravadora Som Livre.
Juntando todas as vendas de cópias de seus álbuns, incluindo DVDs e playback, a cantora já vendeu mais de um milhão novecentas e cinquenta mil cópias vendidas em toda a sua carreira.

## Discografia

### Álbuns de Estúdio
| Ano  | Álbum |                           | Certificações |
| ---- | --- | ------------------------- | ------------- |
| 1997 | Asas de Águia - Lançamento: Meados de 1997 - Formatos: cassete - Gravadora: Louvores ao Rei                         |                           |               |
| 2000 | A Vitória É Nossa - Lançamento: Meados de 2000 - Formatos: CD, download digital - Gravadora: Louvor Eterno          |                           |               |
| 2002 | Agenda de Deus - Lançamentos: Meados de 2002 - Formatos: CD, download digital - Gravadora: Louvor Eterno            |                           |               |
| 2004 | O Deus que Faz - Lançamentos: 1 de fevereiro de 2004 - Formatos: CD, download digital - Gravadora: Louvor Eterno    | - : + 150.000             | - Platina     |
| 2006 | Diário de um Vencedor - Lançamentos: 4 de março de 2006 - Formatos: CD, download digital - Gravadora: Louvor Eterno | - : + 130.000             | - Platina     |
| 2008 | Apocalipse - Lançamentos: 8 de março de 2008 - Formatos: CD, download digital - Gravadora: Louvor Eterno            | - : + 1.200.000           | - 2× Diamante |
| 2010 | Diamante - Lançamentos: 26 de março de 2010 - Formatos: CD, download digital - Gravadora: Sony Music Brasil         | - : + 650.000             | - 2× Diamante |
| 2013 | O Maior Troféu - Lançamentos: 30 de abril de 2013 - Formatos: CD e download digital - Gravadora: Sony Music Brasil  | - : + 350.000             | - Diamante    |
| 2016 | Obra Prima - Lançamentos: 4 de novembro de 2016 - Formatos: CD e download digital - Gravadora: Sony Music Brasil    | - : + 80.000              | - Platina     |
| 2020 | Superação - Lançamentos: 27 de março de 2020 - Formatos: download digital - Gravadora: Sony Music Brasil            | - Apenas download digital |               |
| 2023 | Terceiro Céu - Lançamentos: 17 de março de 2023 - Formatos: download digital - Gravadora: Sony Music Brasil         | - Apenas download digital |               |

## Álbuns ao vivo
| 2009                                                                                   | A Minha Vitória Tem Sabor de Mel - Ao Vivo - Lançamento: 12 de setembro de 2009 - Formatos: CD, DVD e download digital - Gravadora: Louvor Eterno | - : + 200.000 | - Platina |
| 2012                                                                                   | Uma Vida Uma História - Ao Vivo - Lançamento: 4 de janeiro de 2012 - Formatos: CD, DVD e Blu-ray - Gravadora: Sony Music Brasil                   | - : + 100.000 | - Ouro    |
| 2015                                                                                   | O Maior Troféu ao Vivo - Lançamento: março de 2015 - Formatos: CD, DVD e Blu-ray - Gravadora: Sony Music Brasil                                   | - : + 70.000  | - Ouro    |
| "—" denota álbuns que não entraram nas paradas musicais ou não foram lançados no país. | |               |           |

## Prêmios em Vendagens
| Álbum                                       | Premiação           |
| ------------------------------------------- | ------------------- |
| O Deus que Faz                              | Disco de Ouro Duplo |
| Diário de um Vencedor                       | Disco de Ouro       |
| Apocalipse                                  | Disco de Ouro       |
| Apocalipse                                  | Disco de Platina 3x |
| Apocalipse                                  | Disco de Diamante   |
| Diamante                                    | Disco de Ouro       |
| Diamante                                    | Disco de Platina    |
| Diamante                                    | Disco de Platina 2x |
| Diamante                                    | Disco de Platina 3x |
| Diamante                                    | Disco de Diamante   |
| Diamante (Playback)                         | Disco de Platina    |
| Uma Vida, Uma História - Ao Vivo (CD e DVD) | Disco de Ouro       |
| O Maior Troféu                              | Disco de Ouro       |
| O Maior Troféu                              | Disco de Platina    |
| O Maior Troféu                              | Disco de Platina 2x |